# Buttrio
Buttrio (in friulano Buri) è un comune italiano di 3 923 abitanti in Friuli-Venezia Giulia.
Città del vino, nota per i celebri vini dei suoi colli, è sede inoltre della multinazionale Gruppo Danieli.

## Geografia fisica

### Territorio
Buttrio si trova in pianura alla base di un colle alto 146 metri s.l.m. In tempi lontani la pianura friulana era invasa dal mare e le coste si trovavano quasi a ridosso delle attuali Prealpi Giulie. Sul fondo di questa laguna, nel corso dei millenni, si realizzò un lento processo di sedimentazione che diede origine a imponenti formazioni le quali, con il ritiro del mare, emersero dalle acque. Questi depositi di origine eocenica si presentano oggi come un’alternanza di strati di marne ed arenarie dall’aspetto molto tipico. Terreni adatti alla viticoltura per la loro composizione. Nel corso dei secoli, il profilo dei pendii è stato modellato con il lavoro di generazioni di viticoltori.
Buttrio è posto nella migliore posizione geografica per la viticoltura con le Alpi Giulie alle spalle che riparano la vite dalle fredde correnti del nord e il mare Adriatico di fronte che garantisce una benefica e costante ventilazione.

### Clima
Buttrio ha un clima semicontinentale con inverni piuttosto freddi ed estati calde. Effetti positivi hanno le colline e le montagne che, molto spesso, hanno effetto mitigante sul clima della zona (più ventilato e meno umido rispetto alla pianura friulana). Il paese ricade nella zona climatica E con 2.262 gradi giorno. Per questo motivo l'accensione degli impianti termici è consentita fino ad un massimo di 14 ore giornaliere dal 15 ottobre al 15 aprile.
In base alla media trentennale di riferimento 1961-1990, la temperatura media del mese più freddo, gennaio, si attesta a +3,6 °C; quella del mese più caldo, luglio, è di +22,5 °C. Le precipitazioni medie annue fanno registrare il valore di 1.371,4 mm con minimo in inverno, picco massimo in autunno
| Mese (1961-1990)    | Mesi  | Mesi  | Mesi | Mesi  | Mesi  | Mesi  | Mesi | Mesi  | Mesi  | Mesi | Mesi  | Mesi | Stagioni | Stagioni | Stagioni | Stagioni | Anno    |
| Mese (1961-1990)    | Gen   | Feb   | Mar  | Apr   | Mag   | Giu   | Lug  | Ago   | Set   | Ott  | Nov   | Dic  | Inv      | Pri      | Est      | Aut      | Anno    |
| ------------------- | ----- | ----- | ---- | ----- | ----- | ----- | ---- | ----- | ----- | ---- | ----- | ---- | -------- | -------- | -------- | -------- | ------- |
| T. max. media (°C)  | 7,3   | 9,0   | 12,8 | 17,2  | 21,9  | 25,5  | 28,1 | 27,4  | 24,0  | 18,9 | 12,6  | 8,6  | 8,3      | 17,3     | 27,0     | 18,5     | 17,8    |
| T. min. media (°C)  | −0,1  | 0,7   | 3,4  | 7,3   | 11,4  | 15,0  | 16,8 | 16,5  | 13,7  | 9,0  | 5,0   | 1,0  | 0,5      | 7,4      | 16,1     | 9,2      | 8,3     |
| Precipitazioni (mm) | 108,5 | 112,3 | 93,2 | 133,5 | 115,8 | 133,7 | 89,8 | 109,2 | 156,8 | 94,6 | 146,2 | 77,8 | 298,6    | 342,5    | 332,7    | 397,6    | 1 371,4 |

## Origini del nome
Il nome deriva da una voce preromana diffusa in molte regioni col significato di "burrone", "voragine". La località viene nominata per la prima volta nel 1000 come Butrium.
In un trattato del 21 aprile 1362 tra il patriarca di Aquileia Ludovico della Torre e Rodolfo IV d'Asburgo, parrebbe essere attestato, per questo comune, il toponimo tedesco Humberg.

## Storia
Le origini di Buttrio sono molto antiche; i Romani una volta costituito il presidio di Aquileia, posero dei punti di difesa anche nell’entroterra e il colle di Buttrio, per la sua posizione geografica e per la sua altitudine rispetto alla zona circostante, poteva corrispondere alle esigenze difensive richieste.
Documenti posteriori al Mille parlano di un castello e di giurisdizioni che qui venivano esercitate. E poi nascono le contese tra Patriarca e Conte di Gorizia, con storie di vendetta medioevali che toccano famiglie di nobili e lunghe stagioni di rancori, fino all’incendio di ville e di singole abitazioni. Il castello, distrutto e riedificato, passe di mano diverse volte, fino a quella “pax perpetua et vera” che venne firmata nel 1365: ma la famiglia nobile di Buttrio finì qualche anno prima dell’annessione del Friuli alla Serenissima.
Nel 1306 un'ostilità tra il Patriarcato e i Conti di Gorizia terminò, dopo svariate vicissitudini, con l'espugnazione da parte del patriarcato del Castello di Buttrio; tale castello venne poi distrutto dall'intervento di Udinesi, Gemonesi e Cividalesi che volevano ostacolare le mire espansionistiche dei Conti di Gorizia.
Nel 1411 le invasioni degli Ungari devastarono la regione e nel 1415 i Signori di Buttrio furono definitivamente spodestati.
Nel 1477 si sparse il terrore dei Turchi che secondo le voci erano giunti a Monfalcone mentre i Veneziani erano trincerati a Cervignano. Però Buttrio subì gravi danni non già dai Turchi, ma dalle truppe mercenarie alleate, che non andavano certo per il sottile. Ventidue anni dopo nel 1499 i Turchi ritornarono in Friuli, invasero Buttrio, saccheggiandola e devastandola.
ll Comune nacque nel 1811 e venne annesso all'Italia l'11 agosto 1866.
Nella Prima guerra mondiale fu un paese di retrovia dove sorsero numerosi ospedali da campo e, dopo la ritirata di Caporetto, venne occupata vedendo molti dei suoi cittadini deportati. Prima dell'entrata in vigore dell'armistizio, l’esercito italiano cercò di riconquistare la maggior parte dei territori persi. Riuscì a recuperare diverse località sulle Alpi Carniche e Giulie, tra cui Buttrio, Manzano e Cormons.
Ne secondo dopoguerra a Buttrio ci fu la sede del "Collegio dei Mutilatini" che per una dozzina d'anni accolse un centinaio di bambini e bambine che nei primi anni dopo la fine della Seconda guerra mondiale erano rimasti feriti o mutilati dall'esplosione di residuati bellici

### Simboli
Lo stemma comunale è stato riconosciuto con D.P.C.M. del 20 maggio 1960. Il gonfalone, concesso con D.P.R. del 4 agosto 1960, è un drappo partito di bianco e di rosso.

## Monumenti e luoghi d'interesse

### Architetture religiose

#### Chiesa parrocchiale di Santa Maria Assunta

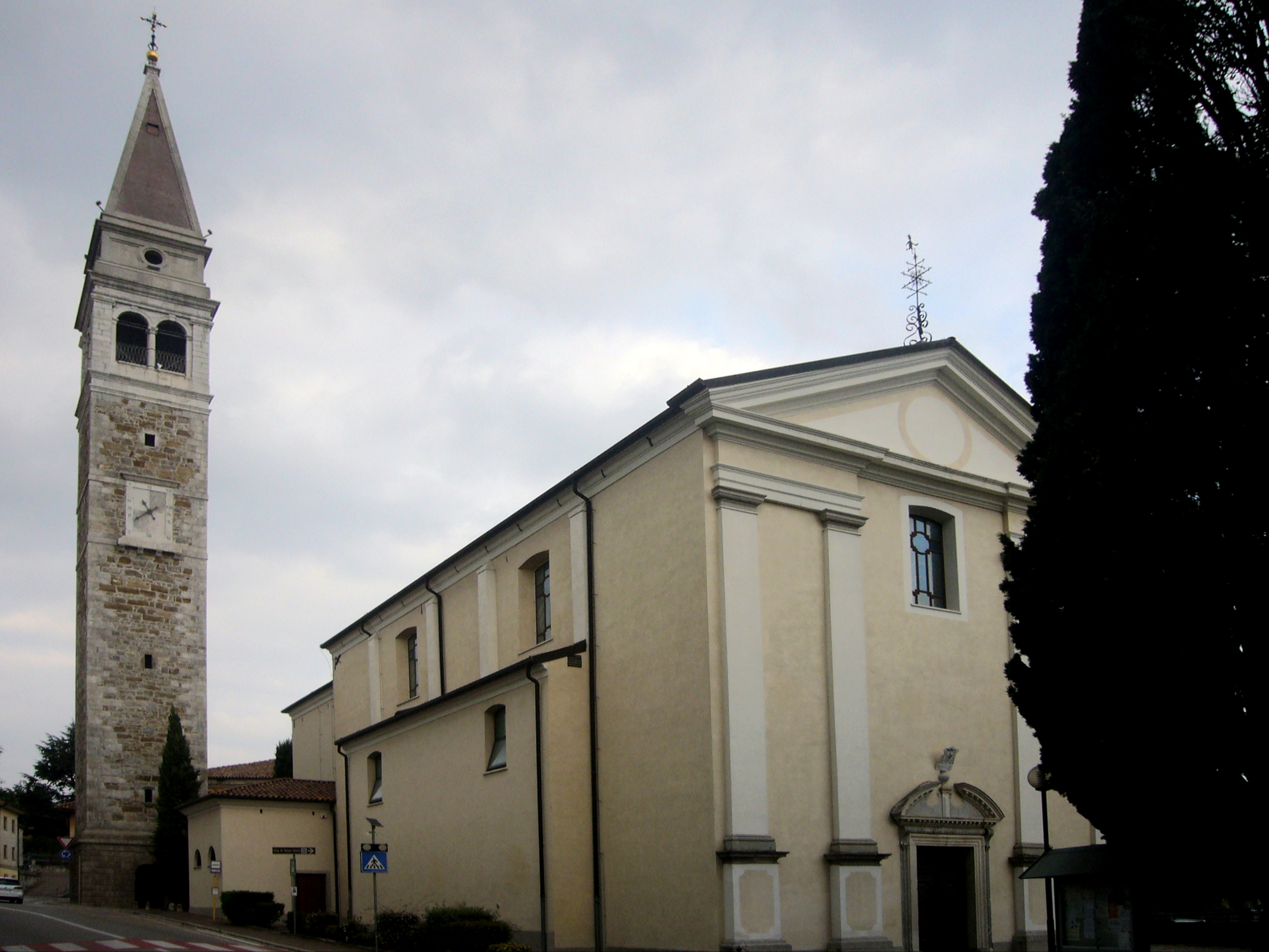
Chiesa parrocchiale di Santa Maria Assunta

In centro si trova la Chiesa parrocchiale di Santa Maria Assunta, costruita nella prima metà del 1700. Degni di nota sono gli altari settecenteschi dell’Assunta, di Sant'Antonio e del Rosario; in quest'ultimo è esposta la statua lignea dedicata alla Madonna col Bambino risalente al XVI secolo. Sono da ammirare anche gli intagli dei banchi e degli schienali del coro (1755-58), dei quattro confessionali (1760-70), dell’armadio della sagrestia con inginocchiatoi e del pulpito della navata.
Sembra che già nel 1606 ci fosse un campanile e che si trovasse in una posizione diametralmente opposta all’abside rispetto a oggi. Il primo campanile venne quindi abbattuto e nel 1828 iniziarono i lavori di costruzione di quello attuale, completati nel 1936. L’orologio fu realizzato tra il 1836 ed il 1837 da Domenico Bosco di Medea, e le tre campane nuove arrivarono nel 1840 quando venne completata la cella campanaria, su cui venne posizionato un coperto provvisorio, sostituito nel 1843 con un’altra copertura temporanea che rimase tale fino al 1936 (quando vennero ultimati il tamburo e la piramide, e fu posizionata la guglia). Il campanile imita quella di San Marco a Venezia. Il quadrante dell’orologio del campanile è stato montato capovolto, cioè porta le 12 in basso e le 6 in alto, caso unico in Italia.

#### Chiesetta di Santo Stefano protomartire

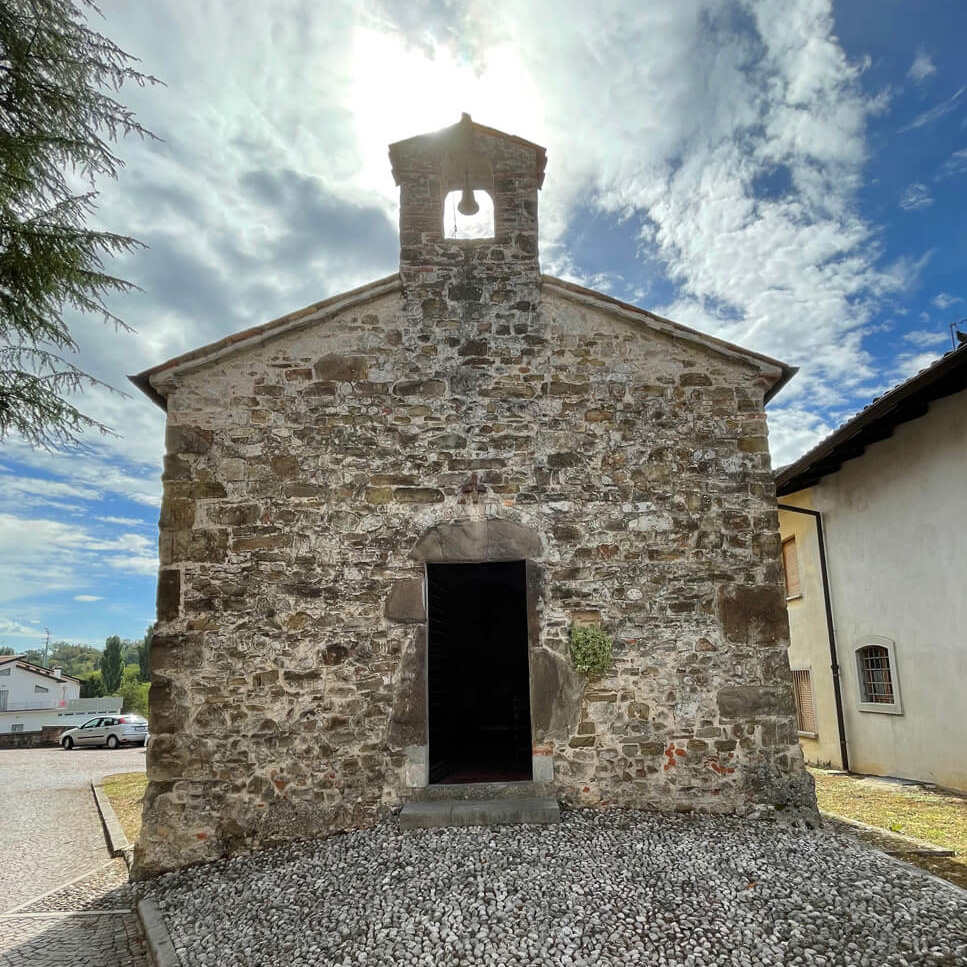
Chiesetta di Santo Stefano protomartire

La chiesetta di Santo Stefano protomartire fu costruita sui resti di un insediamento romano e ne porta testimonianza nel nome. Situata nei pressi della chiesa di Santa Maria Assunta, la chiesetta venne edificata verso la metà del secolo XIV e consacrata nel maggio del 1366.
Sulla facciata a nord-ovest sporge un acquasantino in pietra; all’esterno, sono visibili due affreschi con la figura di San Cristoforo e la Madonna col Bambino (in avanzato stato di degrado).
La facciata, in pietra, custodisce all’interno affreschi del XVI secolo di un pittore sconosciuto, che riprende il linguaggio di Gian Paolo Thanner. Accanto ai santi, assorti in preghiera, appaiono i devoti, con immagini accompagnate da nomi e scritte che trasmettono in forme semplici una fede genuina.

#### Altre chiese
- La chiesetta di San Michele Arcangelo si trova al centro del borgo di Vicinale. L’edificio è settecentesco, ricostruito in sostituzione di uno più antico, per cui bisogna attenersi alla documentazione reperita in merito. La notizia scritta più antica fu ricavata da un atto notarile  registrato nel 1336. Da quest’atto si sa che la chiesa di San Michele  aveva l’auditorio o portico. Sulla parte più alta della facciata si trova la torretta delle campane. Sul fianco est i costruttori lasciarono delle pietre sporgenti  forse perché intendevano costruire una piccola sacrestia. L’interno è a travatura scoperta. L'abside  ha un soffitto piano. L'altare di legno fu lavorato dall’artista Benedetto Montini di Udine nel 1879.[15]
- Chiesetta della Natività di Santa Maria in Vicinale: sulla via per Cividale, in fondo al paese, c’è la cappella delle Zitelle. Fu benedetta il 14 settembre 1674 da don Giovanni Minisino, rettore del seminario di Udine. Nel 1889 aveva ancora l’altare di legno. Fu poi  sostituito con uno di marmo bianco, al quale si adattò una pala del 1600. La cappella ebbe un restauro considerevole nel 1912 ed un altro nel 1989. Il soffitto e le pareti sono decorati con una certa signorilità. Dietro l’altare c’è il coretto per le religiose. Sul fianco ad occidente si trova un piccolo campanile a guglia.[12]
- Chiesetta dei martiri Gervasio e Protasio in monte: le prime notizie storiche riguardanti la chiesa sita presso il castello di Buttrio e dedicata ai Santi Gervasio e Protasio, martiri milanesi, il cui culto è antico, risalgono al XIII secolo, ma si presume che sul colle presso il castello sorgesse già da prima una chiesa ad esso annessa e distrutta assieme al castello nel 1306. In seguito la chiesa subì numerose altre distruzioni e ricostruzioni, senz’altro nel 1362 con la nuova distruzione del castello, alla fine del 1400 con le invasioni turchesche, nel 1511 a seguito di un disastroso terremoto che sconvolse l’intera regione. L’ultimo restauro chiesetta risale al 1989. È un edificio ad aula rettangolare, su sedime ribassato rispetto al piano stradale; c’è poi un piccolo presbiterio rettangolare di volumetria inferiore. Antistante al prospetto si nota il profondo porticato, leggermente più basso, aperto a ponente e a meridione con due finestre ad arco ribassato. L'interno, semplice, è illuminato da due finestre ad asola a settentrione.[15]

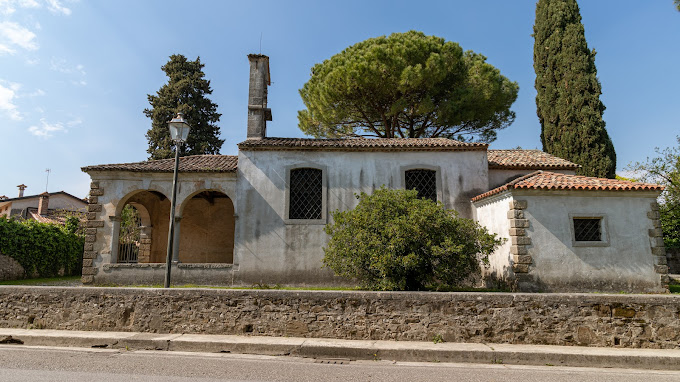
Chiesetta di San Bartolomeo in Caminetto

- Chiesetta di San Bartolomeo in CaminettoChiesetta di San Bartolomeo in Caminetto: presenta pianta ad aula rettangolare con capriate a vista e pianelle decorate, presbiterio quadrato con tetto a capanna e volte a crociera, con le vele distinte da costoloni in mattone intonacato e chiavi d’imposta e di volta in tufo. Il pavimento è in mattonelle quadrate di cotto. Una piccola sacrestia è stata aggiunta ad inizio Settecento sul fianco destro del presbiterio. Sui muri d’imposta dell’arco trionfale e su una parete del presbiterio sono presenti tracce di un affresco, presumibilmente seicentesco. Internamento l’altare marmoreo policromo reca nella nicchia centrale una statua lignea della Madonna in trono con Bambino attribuita dal Marchetti a Giovanni Martini (1530). Il portico antistante, rifatto nel 1770, è coperto con tetto a padiglione; sul lato frontale presenta un arco ribassato, mentre sul fianco destro due arcate a tutto sesto sostenute da un’elegante colonnina in pietra con semplice capitello. La porta d’ingresso venne ampliata ed incorniciata nel 1750, mentre la bifora campanaria del 1611 venne rifatta nel 1749.[19] Nel 1960, premesse tutte le necessarie autorizzazioni, Luigi Danieli acquistò questa chiesa intestandola alle figlie. Subito dopo , sotto la guida di De Marco Someda, venne restaurata e molto abbellita.[12][15]

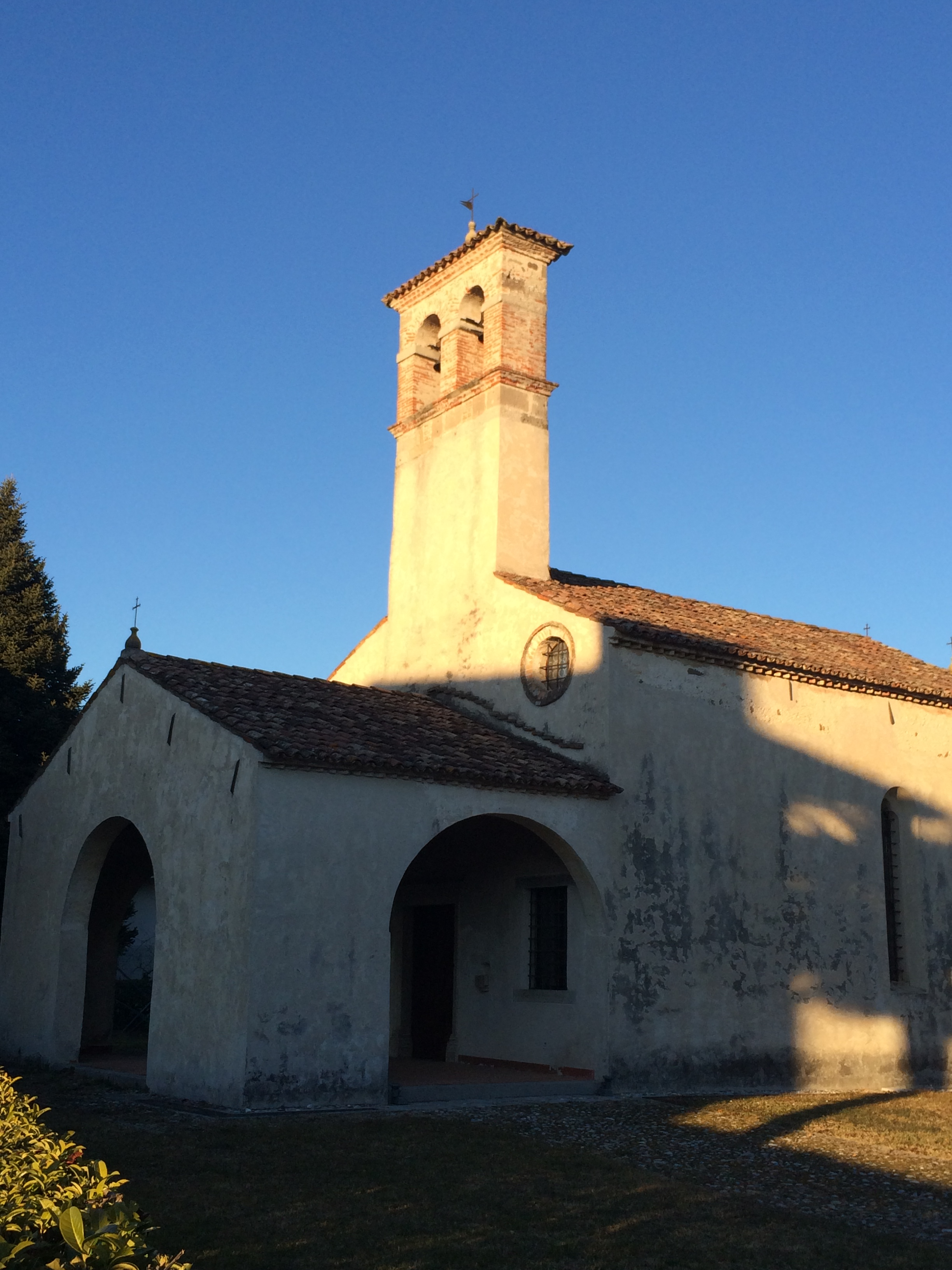
Chiesa di San Giacomo Apostolo a Camino

- Chiesa di San Giacomo Apostolo a CaminoChiesa di San Giacomo apostolo in Camino: compare per la prima volta in un documento del 1329; la costruzione attuale risale però probabilmente alla fine del XV secolo. Sorge sul fianco orientale di Camino e presenta in facciata un vasto atrio collocato a nord-ovest chiuso da un muro, dove un pittore del secolo XIX ha affrescato varie figure ben delineate L’interno della chiesa è molto suggestivo. La decorazione e le figure, che generalmente si ritengono del 1400, furono restaurate nel 1929 a cura della Sopraintendenza delle belle arti. In occasione del rifacimento della pavimentazione, vennero raccolti reperti archeologici sparsi nel materiale di riempimento sopra il pavimento originario. Il materiale fu raccolto in una bacheca incassata nel muro della parete destra dell’aula principale.
- Chiesetta di San Gaetano confessore nei Ronchi
- Chiesetta della Santissima Trinità nella Villa d’Attimis-Maniago
- Chiesetta di San Prosdocimo in Caminetto

### Architetture civili

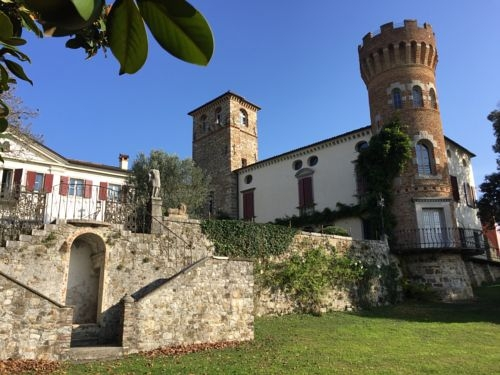
Villa Morpurgo

#### Villa Morpurgo
È una villa fortificata, recentemente restaurata. La costruzione originale sorse verso la fine del X secolo e rappresentava un maniero con scopi difensivi e di vedetta. Venne infeudato ai conti di Gorizia che lo affidarono ai signori di Buttrio. Nel 1219 viene citato per la prima volta in un documento. Memorabile fu l’assedio e la conseguente demolizione del 1306, da parte delle truppe della coalizione patriarcale all’interno delle contese del Patriarca di Aquileia con i signori della città isontina. Venne in seguito più volte danneggiato e distrutto, come nel 1411 dalle truppe ungheresi fedeli al Patriarca. Nel 1415 i signori di Buttrio ne vennero definitivamente spodestati. Come per molti altri castelli, venute meno le esigenze militari, venne acquistato nel Seicento dalla famiglia de Portis, e trasformato in una villa. Castello di Buttrio o Villa Morpurgo venne acquistata e rivenduta nel tempo più volte, dalle famiglie Varmo, Morpurgo, Vidoni e infine, nel 1994, Felluga.
Si presenta a pianta rettangolare e facciata neoclassica ripartita da lesene e timpano. Sul lato est sono state incorporate da un edificio una torre quadrangolare e una cilindrica. Vicino sorge la cappella, con portico antistante e campanile a vela. La villa è preceduta da un giardino all’italiana.
L’intero complesso è tutelato dalla Sovrintendenza dei beni culturali

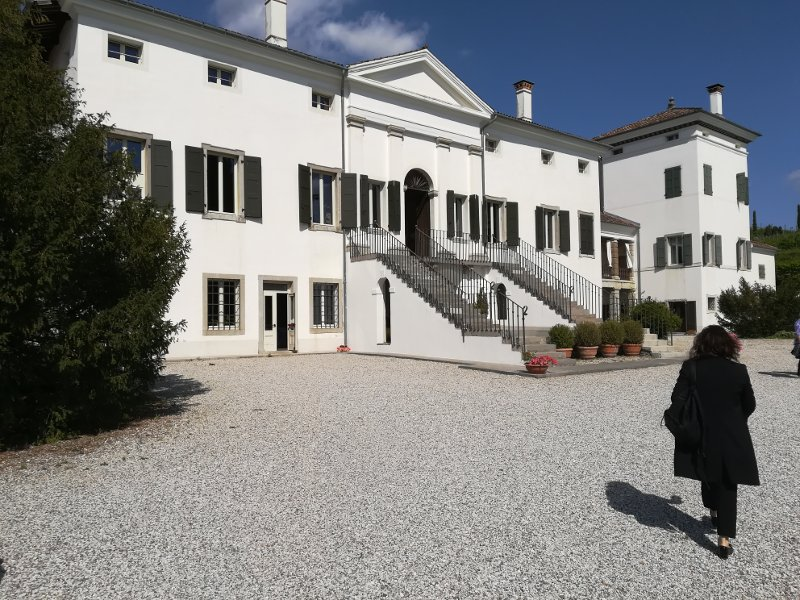
Villa Bartolini-Caimo-Dragoni-Florio-Danieli

#### Villa Bartolini-Caimo-Dragoni-Florio-Danieli
Uno splendido viale di cipressi conduce a questa dimora fondata nel Seicento dalla famiglia Bartolini. La costruzione risale al XVII secolo e consiste in un’ampia casa padronale il cui corpo centrale è affiancato da due edifici a torre con pianta quadrata. Una scala a due rampe chiude in facciata la splendida sezione centrale con importanti reminiscenze dal mondo classico. Gli interni furono decorati da Francesco Chiarottini e Giambattista Canal con fastose scene allegoriche.
È stata per molti anni sede di rappresentanza della Fiera Regionale dei Vini di Buttrio, prima che fosse disponibile la sede della villa Florio superiore.
Il complesso  è poi stato acquistato dalla famiglia Danieli. È quest’ultima proprietà che ha compiuto una diligente opera di restauro degli affreschi e un recupero funzionale del fabbricato oggi completamente rinnovato

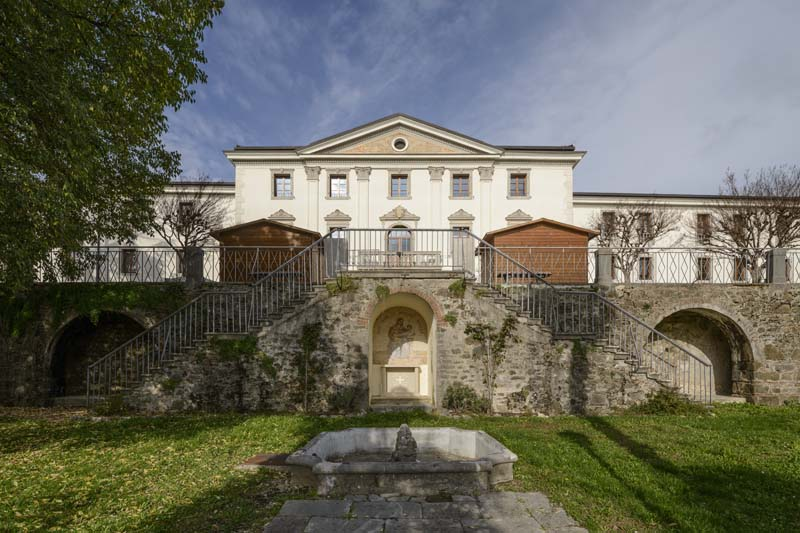
Villa di Toppo-Florio

#### Villa di Toppo-Florio
L’imponente dimora padronale fu fondata intorno alla prima metà del XVIII dalla famiglia Toppo. Fu ampliata nel corso del secolo successivo quando vi subentrò la famiglia Florio.
La villa possiede un parco archeologico e botanico fra i più importanti d’Italia, che copre l’intero lato della collina fino alla strada che da Buttrio porta a Manzano. La villa di Toppo-Florio si può definire una residenza patrizia del Friuli orientale del primo Settecento, con i caratteri della sobria e imponente dimora padronale seicentesca, ma anche simile ad una fastosa e signorile villa veneta.
È formata da una villa unita ad un complesso di edifici che, pur con le alterazioni subite nel corso degli anni, mantiene ancora oggi fascino e unità d’insieme. L’importanza della villa è dovuta anche al vasto parco di pertinenza, che dalla collina scende fino alla pianura lungo la strada che porta a Manzano. Villa e parco formano un’unità indivisibile che si è conservata nel tempo in modo esemplare.

#### Altre ville
- Villa d’Attimis-Maniago-Marchiò: la villa sorge in un ampio spaziò che comprende le pertinenze dell’azienda vinicola, i cortili interni con i rustici e la chiesetta  dedicata alla Santissima Trinità. Questo edificio esisteva sicuramente nel XVI secolo.
- Villa Tellini: è un'antica dimora ottocentesca, collocata in uno spettacolare ambiente collinare intervallato da boschi e vigneti- La villa è formata da un corpo centrale sporgente sul lato nord a quattro piani e da due ali laterali a tre piani.
- Villa Tomasoni-Todone: complesso costituito dalla villa, preceduta dal giardino, e dagli annessi rustici eretta tra il 1830 ed il 1847 su incarico dei conti Alvise Otelio e Cecilia di Brazzà. Nel 1866 la proprietà passò ai fratelli Tomasoni ed è attualmente di proprietà della famiglia Todone.
- Villa (casa) Danieli a Caminetto: è di impianto ottocentesco. Vi ha sede la Fondazione Luigi Danieli la cui missione è volta a promuovere la solidarietà sociale con spirito aggregante, di integrazione tra le generazioni]e a valorizzare il ruolo degli anziani nella comunità.
- Casa Beltrame-Peruzzi a Caminetto: risale alla fine del XVII secolo, come testimoniato dalla data sul pozzo: 1686. È una tipica villa padronale costruita intorno ad un grande cortile e circondata dai terreni che formano la classica braida friulana.
- Villa Busolini
- Villa Deganutti-Mulloni
- Villa Billia-dall’Asta
- Villa Broili-Tami
- Villa Sbroiavacca-Garzolini-Renati
- Ca’ di Prampero-Trento
- Casa Linussio

## Società

### Evoluzione demografica
Abitanti censiti

### Etnie e minoranze straniere
Al 31 dicembre 2023 gli stranieri residenti nel comune erano 402, ovvero il 10,24% della popolazione. Di seguito sono riportati i gruppi più consistenti:
- Romania 146
- Ucraina 54
- Albania 24
- Croazia 23

### Lingue e dialetti
A Buttrio, accanto alla lingua italiana, la popolazione utilizza la lingua friulana.
Ai sensi della Deliberazione n. 2680 del 3 agosto 2001 della Giunta della Regione Autonoma Friuli-Venezia Giulia, il Comune è inserito nell'ambito territoriale di tutela della lingua friulana ai fini della applicazione della legge 482/99, della legge regionale 15/96 e della legge regionale 29/2007.
La lingua friulana che si parla a Buttrio rientra fra le varianti appartenenti al friulano centro-orientale

## Geografia antropica

### Frazioni
Tra parentesi la denominazione in friulano
- Caminetto (Cjaminet) distante dal capoluogo km. 1,7
- Camino (Cjamin)  distante dal capoluogo km. 2,2
- Vicinale (Visinal) distante dal capoluogo km. 1,2

## Cultura

### Eventi
- La Fiera Regionale dei Vini di Buttrio è una delle più antiche manifestazioni enoiche italiane, nel 2023 si è svolta la novantesima edizione, che l’antica tradizione enogastronomica di Buttrio. Questa fiera si svolge normalmente dal secondo sabato del mese di giugno nella cornice di Villa di Toppo-Florio con il suo Parco archeo-botanico[23]
- La manifestazione “Calici di Stelle” è un evento tradizionale che si svolge a Buttrio normalmente il 9 agosto e si tiene nella cornice di Villa di Toppo Florio. Durante l’evento, i partecipanti hanno l’opportunità di assaggiare i migliori prodotti enologici locali provenienti da una ventina di cantine, accompagnati da buona musica.[29]

### Museo
- Il Museo della Civiltàà del Vino del Friuli -Venezia Giulia con più di 3.500 pezzi, stampe, documenti e strumenti racconta la grande storia del vino nelle sale di Villa di Toppo Florio, dove affianca il Museo storico, che esiste dal 1998 e si trova nel palazzo vicino. Il museo valorizza la collezione di Geremia Nonini, di cui offre una selezione di pezzi scelti per qualità e importanza. In questo museo si può seguire la storia del vino e della sua produzione attraverso gli strumenti esposti, i torchi antichi, la collezione di etichette, le stampe. Un processo storico che ha conosciuto progressi, svolte e innovazioni nei secoli. Attraverso i pannelli vengono mostrati i sistemi di coltivazione della vite, i tipi di bottiglie usati per il vino, le varietà del Friuli-Venezia Giulia, le zone doc, ma anche il futuro: che in parte è già iniziato con le varietà resistenti alle malattie.[30]

## Economia

### Agricoltura

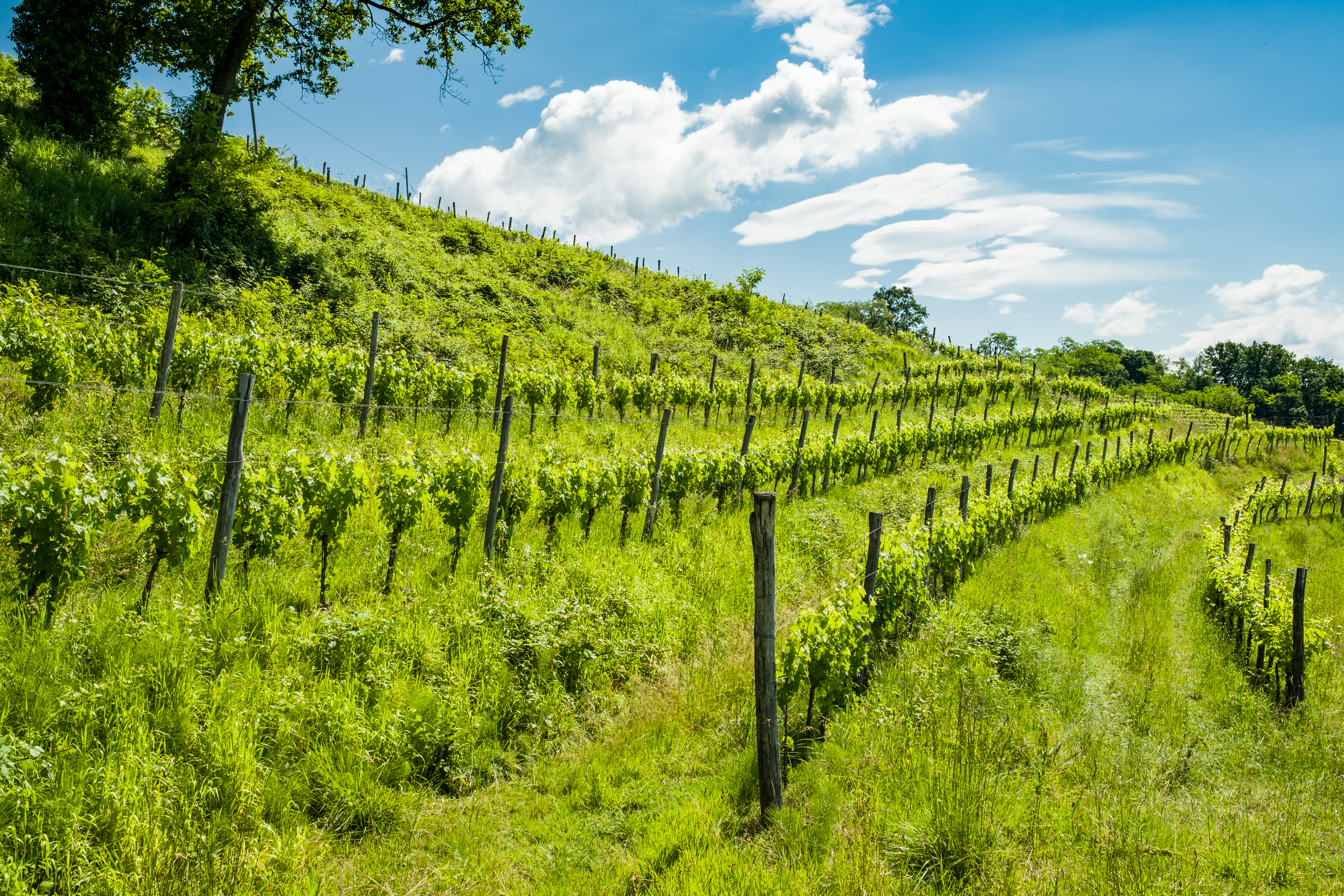
Vigneti a Buttrio

Il territorio comunale è compreso in tre DOC: la porzione collinare fa riferimento alla DOC “Colli Orientali del Friuli”, mentre la parte pianeggiante alla DOC “Grave del Friuli” ed è anche compresa nella DOC “Prosecco”. Inoltre Buttrio fa parte dell’Associazione nazionale “Città del Vino”.
I vini che vengono prodotti a Buttrio e sono normalmente di ottima qualità sono quelli compresi nei bianchi (Ribolla Gialla, Friulano, Chardonnay, Pinot Grigio, Sauvignon) e pure nei rossi (Merlot, Cabernet Franc e Cabernet Sauvignon, Pinot Nero, Refosco dal Peduncolo Rosso)..
Attualmente sul territorio operano oltre 20 aziende specializzate per la produzione vitivinicola, condotte con criteri moderni.

### Industria

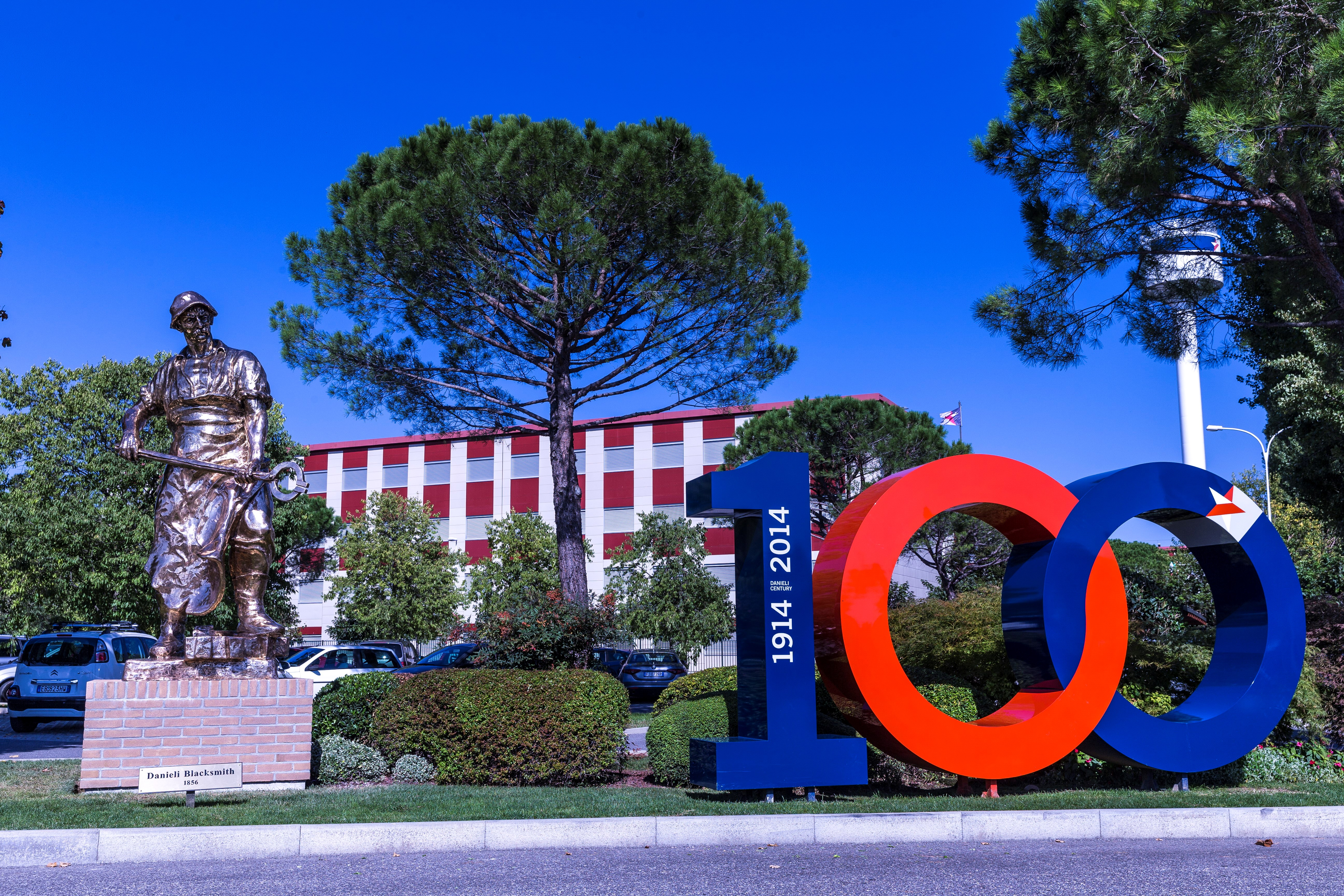
Sede centrale Danieli a Buttrio

Danieli & C. Officine Meccaniche S.p.A., nota semplicemente come Danieli, è una multinazionale con la sede centrale e il suo più importante stabilimento a Buttrio. È uno dei leader mondiali nella produzione di impianti siderurgici, in particolare nel settore dei prodotti lunghi, del cui mercato mondiale detiene una quota di oltre il 90%.
La società è stata fondata nel 1914 da Mario e Timo Danieli. Nel corso degli anni, Danieli ha adottato una strategia di passaggio dalla costruzione di macchine per la siderurgia alla consegna di impianti chiavi in mano.

### Turismo
Le colline sono percorse da molti itinerari escursionistici che possono essere percorsi sia a piedi, praticando la camminata nordica o il plogging, che in bicicletta tradizionale, in mountain bike, e con la bicicletta a pedalata assistita. Questi itinerari permettono di osservare un paesaggio in cui si nota il  susseguirsi di ecosistemi caratterizzati da una grande varietà di specie a seconda dei versanti, della natura dei suoli e dell’esposizione.
Il paese attrae molti turisti per la Fiera Regionale dei Vini di Buttrio, che nel 2023 è giunta alla novantesima edizione. Questo evento enoico, uno dei più antichi d’Italia, nel 2020 ha ottenuto il prestigioso riconoscimento del marchio “Sagra di Qualità”, istituito, a livello nazionale dall'Unione Nazionale Pro Loco d'Italia, quale riconoscimento per aver ben contribuito alla promozione e alla tutela del territorio.

## Infrastrutture e trasporti

### Strade
Buttrio è interessato dalle seguenti direttrici stradali:
- la ex strada statale 56 di Gorizia (SS 56), ora strada regionale 56 di Gorizia (SR 56) che  collega Buttrio alle città di Udine e Gorizia e la città di Trieste immettendosi  nella ex strada statale 305 di Redipuglia (SS 305) ora strada regionale 305 di Redipuglia (SR 305) e quindi nella strada statale 14 della Venezia Giulia (SS 14);
- la strada provinciale 14 di Orsaria che collega Buttrio a Cividale del Friuli;
- la strada provinciale 14 bis.

### Ferrovie
Buttrio è servito da treni regionali svolti da Trenitalia nell'ambito del contratto di servizio stipulato con le Regioni interessate che lo collegano a Udine e Trieste

## Amministrazione

### Sindaci dal 1995
| Periodo        | Periodo        | Primo cittadino    | Partito      | Carica  | Note        |
| -------------- | -------------- | ------------------ | ------------ | ------- | ----------- |
| 24 aprile 1995 | 14 giugno 1999 | Romeo Pizzolini    | Lista Civica | Sindaco | I mandato   |
| 14 giugno 1999 | 14 giugno 2004 | Romeo Pizzolini    | Lista Civica | Sindaco | II mandato  |
| 14 giugno 2004 | 8 giugno 2009  | Tiziano Venturini  | Lista Civica | Sindaco | I mandato   |
| 8 giugno 2009  | 26 maggio 2014 | Tiziano Venturini  | Lista Civica | Sindaco | II mandato  |
| 26 maggio 2014 | 27 maggio 2019 | Giorgio Sincerotto | Lista Civica | Sindaco |             |
| 27 maggio 2019 | 10 giugno 2024 | Eliano Bassi       | Lista Civica | Sindaco | I mandato   |
| 10 giugno 2024 | in carica      | Eliano Bassi       | Lista Civica | Sindaco | II manndato |

Dati del Ministero dell'Interno

### Altre informazioni amministrative
Il municipio del Comune di Buttrio si trova in via Divisione Julia 36 a Buttrio (UD).

### Gemellaggi
Nötsch im Gailtal, dal 2001